# La isla mínima
Pour plus de détails, voir Fiche technique et Distribution.
La isla mínima (L'île minuscule, ) est un thriller espagnol d'Alberto Rodríguez sorti en 2014. Grand succès public et critique, le film a été récompensé par dix prix Goya.

## Synopsis
Dans l'Espagne du début des années 1980, entre la mort de Franco (1975) et la tentative de putsch militaire du 23 février 1981, deux policiers aux méthodes et au tempérament opposés sont envoyés depuis Madrid dans les marais du Guadalquivir pour enquêter sur l'assassinat sauvage de deux adolescentes pendant les fêtes locales d'un village andalou. Braconnage, contrebande, trafic de drogue, meurtres en série de jeunes filles naïves, déviation sexuelle et collusion entre potentat local et police constituent un écheveau aussi tortueux que les chemins du marais. S'y ajoute pour ce couple de policiers la difficulté d'associer leurs deux tempéraments : le subordonné, Pedro, jeune et sur le point d'être père, tourné vers l’avenir démocratique de son pays et d'une rigueur intransigeante, et le chef, Juan, vieux de la vieille, fin connaisseur de la pâte humaine quelque peu alcoolique, adepte de la séduction et des méthodes musclées voire border-line, dont l'apparente assurance est minée par son passé franquiste.
Au cœur des marécages de cette région de riziculture très pauvre, fortement ancrée dans les vestiges de la société agrarienne pré-républicaine et dominée par la loi du silence, ils vont devoir associer leurs différences pour démasquer le tueur et faire justice.

## Fiche technique
- Titre : La isla mínima
- Réalisation : Alberto Rodríguez
- Scénario : Alberto Rodríguez, Rafael Cobos
- Photographie : Alex Catalan
- Production : Mercedes Gamero, Gervasio Iglesias, Mikel Lejarza, José Sánchez-Montes, Mercedes Cantero, José Antonio Félez (Producteur exécutif), Ricardo García Arrojo (Producteur exécutif), Manuela Ocón (Producteur exécutif)
- Sociétés de production : AXN, Atresmedia Cine, Atresmedia, Atípica Films, Audiovisual Aval SGR, Canal Sur Televisión, Canal+ España, Institut officiel de crédit (ICO), Instituto de la Cinematografía y de las Artes Audiovisuales (ICAA), Junta de Andalucía, Sacromonte Films
- Société de distribution : Warner Bros. Entertainment ( Espagne 2014), Le Pacte ( France 2015)
- Budget : 4 000 000 € [4]
- Pays d'origine :  Espagne
- Langues originales : espagnol
- Genre : thriller
- Durée : 105 minutes
- Dates de sortie :
  - Espagne : 
    - 19 septembre 2014 (première au festival de Saint-Sébastien)
    - 26 septembre 2014 (sortie nationale)

  - France :
    - 15 décembre 2014 (Festival de Cinéma Européen des Arcs)
    - 15 juillet 2015

  - Belgique : 15 juillet 2015

## Distribution
- Javier Gutiérrez : Juan Robles
- Raúl Arévalo : Pedro Suárez
- Antonio de la Torre : Rodrigo
- Nerea Barros : Rocío, la mère des deux adolescentes disparues
- Jesús Castro : Joaquín Varela "Quini"
- Mercedes León : Señora Casa Coto
- Adelfa Calvo : Fernanda
- Salva Reina : Jesus
- Manolo Solo : le journaliste

## Production

### Tournage
Le film a été tourné dans les communes d'Isla Mayor sur l'île de Isla Mínima, La Puebla del Río, Los Palacios y Villafranca, Las Cabezas de San Juan, ainsi que dans les villes de Séville et Malaga.

## Distinction

### Récompenses
- Festival international du film policier de Beaune 2015 :
  - Prix de la Critique
  - Prix spécial Police

- Festival international du film de Saint-Sébastien 2014 : 
  - Coquille d'argent du meilleur acteur pour Javier Gutiérrez
  - Prix du jury à la meilleure photographie pour Álex Catalán

- 29e cérémonie des Goyas :
  - Meilleur film
  - Meilleur réalisateur : Alberto Rodríguez
  - Meilleur acteur : Javier Gutiérrez
  - Meilleur espoir féminin : Nerea Barros
  - Meilleur scénario original : Alberto Rodríguez et Rafael Cobos
  - Meilleure photographie : Álex Catalán
  - Meilleure direction artistique : Pepe Domínguez
  - Meilleur montage : José M. G. Moyano
  - Meilleurs costumes : Fernando García
  - Meilleure musique : Julio de la Rosa

- Médailles du Círculo de Escritores Cinematográficos :
  - Meilleur film
  - Meilleur réalisateur : Alberto Rodríguez
  - Meilleur acteur : Javier Gutiérrez
  - Meilleur espoir féminin : Nerea Barros
  - Meilleur scénario original : Alberto Rodríguez et Rafael Cobos
  - Meilleure photographie : Álex Catalán
  - Meilleur montage : José M. G. Moyano
  - Meilleure musique : Julio de la Rosa

- Fotogramas de Plata :
  - Meilleur film espagnol
  - Meilleur acteur : Javier Gutiérrez

- Prix Sant Jordi du cinéma :
  - Meilleurs acteurs espagnols : Javier Gutiérrez et Raúl Arévalo

## Critiques
AlloCiné Fiche film « La isla minima » 
Finesse de l'analyse psychologique :
5,0 Publiée le 23 juillet 2015
"L’intelligence du réalisateur est d’explorer la part d’ombre de chaque protagoniste avec une habileté déconcertante."
"La Isla Minima, un film inspiré sur la transition post-franquiste :
note : 5,0 Publiée le 27 juillet 2015

« La isla minima » est une réussite quasi-totale. Un polar de Grande qualité, de la première à la dernière image, tant sur la forme que sur le fond. Les paysages andalous, souvent filmés de haut et à la verticale, sont incroyables, vus d’avion, et ressemblent à des cerveaux humains, des peintures abstraites d'une grande complexité, c’est très beau et ça donne d’entrée le ton de cette réflexion sur la difficulté espagnole à survivre au franquisme. Alberto Rodriguez maitrise de bout en bout son film, utilisant la musique de manière minimaliste au profit des bruits naturels (d’oiseaux notamment), et filmant les scènes d’action et notamment l’affrontement final, de manière réaliste, ramassée et tendue. (...)
Ce qui donne  au film un relief particulier, c’est qu’il se situe dans cet entre-deux qui sépare la dictature et la démocratie, situation bâtarde et instable qui donne au film sa couleur particulière. Officiellement le franquisme est mort, en réalité il est encore partout : les portraits de Franco sont encore sur beaucoup de murs, jusque dans les lieux publics. Il n’y a pas eu de purge dans l'administration, et spécialement dans la Police. L’armée, omniprésente, arrogante, fait encore peur. Et la pauvreté domine. En 1980 l'Andalousie est plus que jamais une terre d’émigration, les gros propriétaires terriens payent leur journaliers une misère, la société est à cran, et la pression monte dans ce pays renfermé sur lui-même depuis plus de trente ans."

## Autour du film

### Itinéraire touristique
À la suite du succès du film, et pour diversifier l'économie locale, la province de Séville a aménagé une route touristique dite de La Isla Mínima à travers les marais du Guadalquivir.